# 城西街道 (邵阳市)
城西路街道，是中华人民共和国湖南省邵陽市大祥区下辖的一个乡镇级行政单位。

## 行政区划
城西路街道下辖以下地区：
城西社区、西湖社区、二纺机社区、香樟社区、樟树垅社区和湘印机社区。